# 文化倾程
《文化倾程》（英語：Culture talk by Jimmy Ching）是鳳凰衛視香港台半小時長的文化创意節目，2013年4月3日播放首期，接档港台节目时段。主持人是《时事辩论会》主持人程治平。节目邀请文化艺术界不同范畴的代表人物，跟观众分享其艺术成就及传奇人生，从中展现文化菁英凭着锲而不舍的精神，坚毅不拔的毅力，为本土以至中华文化艺术的发展作出的杰出贡献。
此節目如出現製作不足便會暫停播放，期間香港台會重播港台电视剧。另外，香港台北美版不会播放此节目，以其他节目取代。

## 播放時間[3]
（以香港时间为准）
- 首播：星期六晚上11時至11時30分
- 重播：星期日凌晨5時30分至6時、10时30分至11时及晚上7時30分至8時

## 每期嘉宾
| 日期                                                  | 嘉宾               |
| ----------------------------------------------------- | ------------------ |
| 2013年4月3日、4月13日                                 | 刘诗昆             |
| 2013年4月20日                                         | 陈衍宁             |
| 2013年5月11日                                         | 阮兆辉             |
| 2013年5月18日                                         | 林奕华             |
| 2013年5月25日                                         | 刘雅丽             |
| 2013年6月1日                                          | 泰迪罗宾           |
| 2013年6月8日                                          | 泰迪罗宝           |
| 2013年6月15日                                         | 何伟龙             |
| 2013年6月22日                                         | 梅卓燕             |
| 2013年6月29日                                         | 黄炳培             |
| 2013年7月14日、21日                                   | 陈宝珠             |
| 2013年7月28日                                         | 曹诚渊             |
| 2013年8月4日                                          | 陈剑声             |
| 2013年8月11日                                         | 杜国威             |
| 2013年8月18日                                         | 毛俊辉             |
| 2013年8月25日                                         | 胡美仪             |
| 2013年9月1日                                          | 马家辉             |
| 2013年9月14日、21日                                   | 黄永玉             |
| 2013年9月28日                                         | 马荣成             |
| 2013年10月5日                                         | 白先勇             |
| 2013年10月12日                                        | 孙颖               |
| 2013年10月19日                                        | 刘培基             |
| 2013年11月2日                                         | 《万千师奶贺台庆》 |
| 2013年11月9日                                         | 郑国江             |
| 2013年11月16日                                        | 靳埭强             |
| 2013年11月23日                                        | 黄安源             |
| 2013年11月30日                                        | 陈世英             |
| 2013年12月7日、14日                                   | 叶惠康             |
| 2014年1月-3月因播出《申诉》暂停播出                   |                    |
| 2014年4月12日                                         | 费明仪             |
| 2014年4月19日                                         | 吴思远             |
| 2014年4月26日                                         | 乐·谊国际音乐节    |
| 2014年5月3日                                          | 金培达             |
| 2014年5月10日                                         | 方平               |
| 2014年5月17日                                         | 香港中乐团         |
| 2014年5月24日                                         | 潘耀明             |
| 2014年6月7日                                          | 高文安             |
| 2014年6月14日                                         | 李云迪             |
| 2014年6月21日                                         | 古天农             |
| 2014年6月28日                                         | 谢君豪             |
| 2014年7月6日                                          | 姚珏               |
| 2014年7月13日-8月24日因播出《总有出头天2014》暂停播出 |                    |

## 外部連結
- 鳳凰衛視：文化倾程官網 （页面存档备份，存于）